# Brodifacoum
Brodifacoum és un verí anticoagulant i antagonista de la vitamina K, una 4-hidroxicumarina que és altament letal. En els recents anys s'ha usat a tot el món com plaguicida. Típicament és un rodenticida però també es fa servir en altres plagues provocades per mamífers com el pòssum.
Brodifacoum té especialment una llarga vida mitjana al cos que dura diversos mesos, requerint, en cas d'intoxicació, un tractament perllongat amb vitamina K antidotal.

## Toxicologia
Brodifacoum té un sistema d'acció similar als seus precedents dicumarol i warfarina.
Brodifacoum inhibeix l'enzim vitamina K epòxid reductasa cosa que afecta la sang.
Addicionalment el brodifacoum (com altres anticoagulants en dòsis tòxiques) incrementa la permeabilitat vascular dels capil·lars sanguinis i dona hemorràgies internes, un estat de xoc i finalment la mort.
Brodifacoum és altament letal en mamífers i aus i extremadament letal en les peixos. Presenta molta bioacumulació.
A continuació hi ha els valors de la LD50 en alguns animals:
| * rates (oral)                          | 0.27 mg/kg b.w.                                                                 |
| * ratolí (oral)                         | 0.40 mg/kg b.w.                                                                 |
| * conill (oral)                         | 0.30 mg/kg b.w.                                                                 |
| * porc de guinea (oral)                 | 0.28 mg/kg b.w.                                                                 |
| * esquirol (oral)                       | 0.13 mg/kg b.w.                                                                 |
| * gat (oral)                            | 0.25 mg/kg — 25 mg/kg                                                           |
| * gos (oral)                            | 0.25 — 3.6 mg/kg b.w.                                                           |
| * ocells                                | LD50 els valors per a diversos ocells varien entre 1 mg/kg b.w. — 20 mg/kg b.w. |
| * peixos— LC50 per peixos:              |                                                                                 |
| ** truita de riu (96 hores d'exposició) | 0.04 ppm                                                                        |

Degut a la seva alta toxicitat, brodifacoum està classificat com extremadament tòxic ("extremely toxic") (LD50 < 1.0 mg/kg b.w.) i molt tòxic ("very toxic") (T+; LD50 < 25 mg/kg b.w.), respectively. També com contaminant ambiental (N; noxious to the environment).
S'ha de tenir en compte i ha de constar en l'etiqueta que s'absorbeix per la pell.
S'estima que la dosi letal per una persona adulta d'un pes de 60 kg és de 15 mg, sense tractament. Tanmateix, principalment pel fet d'existir un antídot molt efectiu (dosi apropiada de vitamina K1), brodifacoum es considera de perill baix pels humans.

## Noms comercials

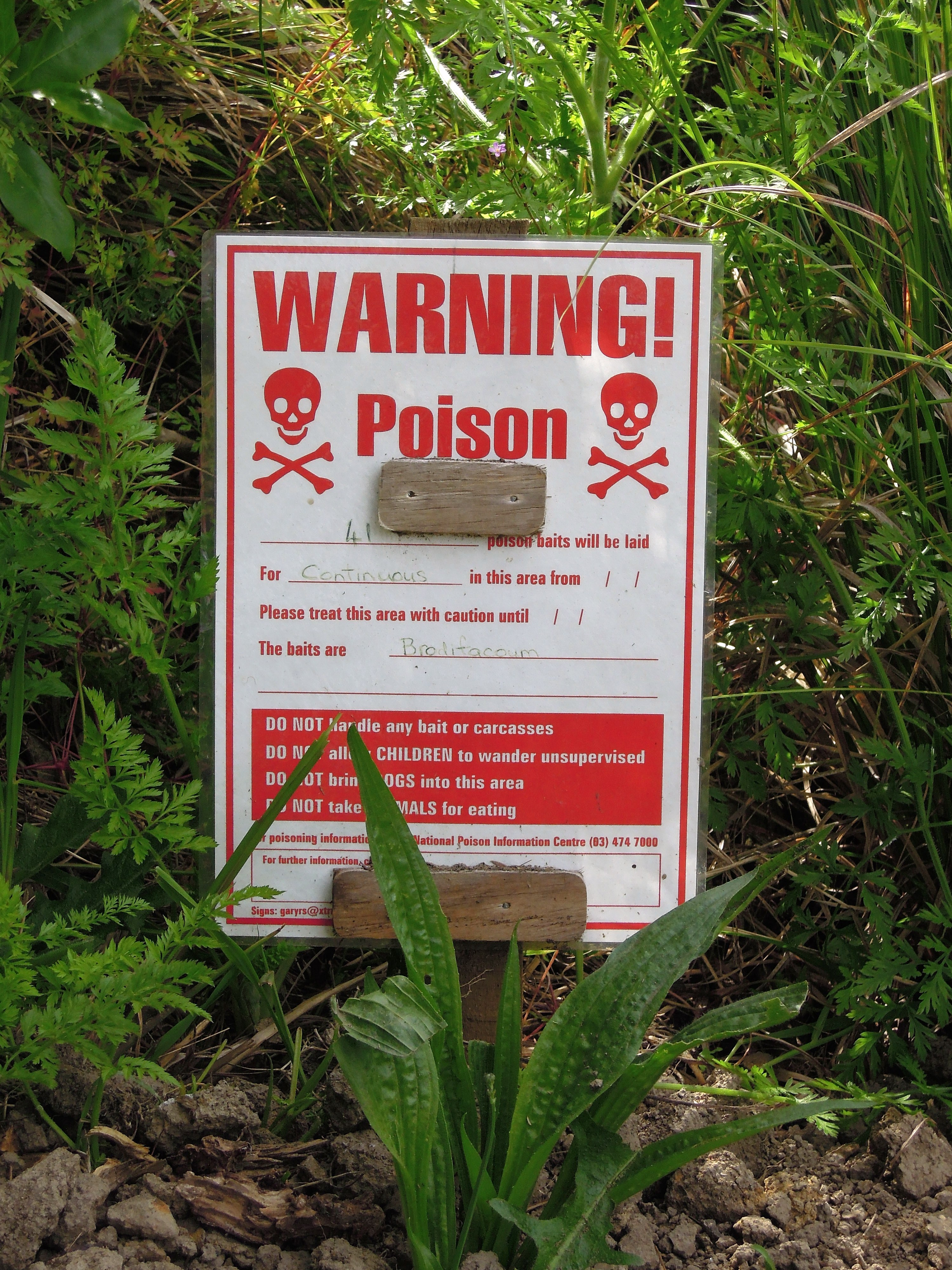
DOC Carell d'avis a Nova Zelanda.

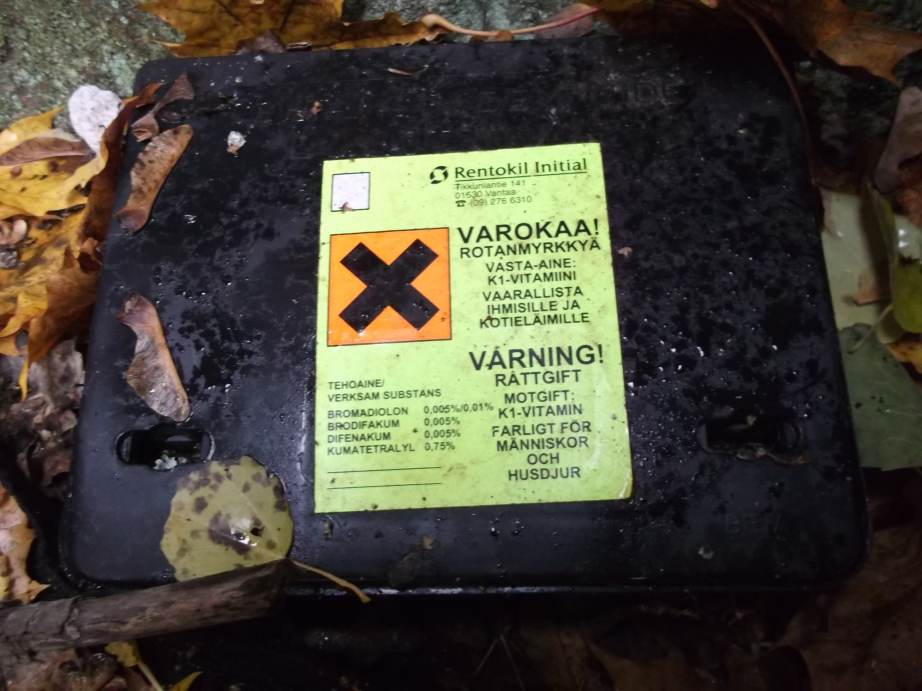
Producte de Finlàndia amb brodifacoum

Brodifacoum es comercialitza sota molts noms comercials, incloent els de Vertox, Biosnap, d-Con, Finale, Fologorat, Havoc, Jaguar, Klerat, Matikus, Mouser, Pestoff, Ratak+, Rodend, Rodenthor, Ratsak, Talon, Volak, Rakan, Volid i Rataquill Colombia.

## Toxicologa mediambiental
American Bird Conservancy recomana que no es faci servir brodifacoum en general. Citen diversos estudis que indiquen enverinements secundaris d'ocells rapinyaires i de mamífers per la gran persistència d'aquest plaguicida en les espècies que no són pas l'objectiu d'aplicació. També el dispersen els insectes que no han estat afectats pels esquers enverinats i el retenen en els seus cossos.